# Gnash (software)
Gnash is een vrije speler en browserplug-in om Flash-inhoud af te spelen. Het is een alternatief voor de closedsource-Adobe Flash Player, de standaardspeler van Adobe. Gnash wordt ontwikkeld door GNU. De meest recente versie is 0.8.10.

## Details
Gnash heeft voor de weergave OpenGL, Cairo of AGG nodig. In tegenstelling tot de meeste andere GNU-projecten, die meestal in de programmeertaal C geschreven zijn, is Gnash geschreven in C++.
Hoewel Adobe voor Linux een officiële speler ter beschikking stelde, was deze alleen in binaire vorm beschikbaar voor de x86-processorarchitectuur. Aangezien de broncode van deze speler niet vrij beschikbaar was, kan hij ook niet voor een andere processor of besturingssysteem gecompileerd worden. Gnash daarentegen kan wel voor andere architecturen gecompileerd worden. Bovendien is Gnash ook beschikbaar gemaakt voor onder andere BSD, BeOS en RISC OS.
Flash bestaat in feite uit twee grote delen: SWF, dat bestaat uit geanimeerde vectorafbeeldingen, en Flash video (FLV) dat de streaming video verzorgt van websites als YouTube en MySpace. Gnash ondersteunt momenteel SWF tot en met versie 7, en sommige delen van de nieuwere versies 8 en 9. FLV is ook volledig ondersteund, mits FFmpeg of GStreamer geïnstalleerd zijn.

## Functies
- Afspelen van Flash-video's
- Ondersteuning voor Real Time Messaging Protocol-streams[3]

## Versiegeschiedenis
- 0.8.9 - 19 maart 2011
- 0.8.10 - 15 februari 2012[4]